# Ixodes eadsi
Ixodes eadsi este o specie de căpușe din genul Ixodes, familia Ixodidae, descrisă de Glen M. Kohls și Clifford în anul 1964. Conform Catalogue of Life specia Ixodes eadsi nu are subspecii cunoscute.